# يان تيرسن
يان تيرسن (بالفرنسية: Yann Tiersen)‏ ولد في يونيو 1970 في مدينة بريتاني. موسيقي وملحن فرنسي له العديد من الألبومات والأعمال في الموسيقى التصويرية. يعزف يان على العديد من الأدوات الموسيقية التي تتضمن بشكل رئيسي؛ القيتار، السنثسايزر أو الكمان معاً مع والبيانو والأكورديون. تتركز جهود يان على العزف خلال المسارح الجوالة وألبومات الاستوديو.

## السيرة الذاتية
ولد يان تيرسن في بريتاني، شمالي فرنسا، عام 1970 م لعائلة فرنسية ذات أصول نرويجية وبلجيكية. بدأ العزف على البيانو وهو بالرابعة من عمره. تلقى يان التدريب في العديد من الأكاديميات الموسيقية. في أوائل الثمانينات، وبعمر 13 سنة تحديداً، قام بكسر كمانه واستبدله بالقيتار لينشئ فرقة الروك الخاصة به. انتقل تيرسن فيما بعد إلى مدينة رين، وكان هذا الانتقال في صالحه، إذ كان يقام في المدينة مهرجان سنوي للموسيقى مما أتاح له فرصة حضور العديد من العروض الموسيقية. لاحقاً وبعد بضعة سنوات قام بالانفصال عن فرقة الروك ليقوم بإنشاء استديو مستقل.

## فيلم أميلي والشهرة عالمياً
لم تكن ليان تيرسن شهرة خارج بلده فرنسا قبيل إطلاق موسيقى فيلم أميلي أميلي عام 2001م. كان المخرج الفرنسي جون بيير جونيه يبحث عن مؤلف موسيقي لفيلمه الجديد قبل أن يقع فجأة على أحد ألبومات تيرسن ليعجب به. اشترى جون لاحقاً جميع ألبومات يان تيرسن واستمع لها. عرف جون أن يان تيرسن هو المطلوب فقام بالتواصل معه ليرى إن كان مهتماً بتأليف موسيقى الفيلم. بعد الاتفاق بينهما وفي غضون أسبوعين قام تيرسن بتأليف 19 مقطوعة. الموسيقى التصويرية لأميلي كانت خليط بين أعمال نشرت مسبقاً للفنان ومقطوعات أُلفت خصيصاً للفيلم. نال بها تيرسن الجائزة الوطنية الفرنسية كأفضل موسيقى تصويرية.

## قائمة الألبومات الكاملة
يعرض الجدول التالي كافة ألبومات الفنان يان تيرسن:
| عام الإصدار | اسم الألبوم           |
| ----------- | --------------------- |
| 1995        | La Valse des monstres |
| 1996        | Rue des cascades      |
| 1998        | Le Phare              |
| 2001        | L'Absente             |
| 2005        | Les Retrouvailles     |
| 2010        | Dust Lane             |
| 2011        | Skyline               |

## روابط خارجية
- يان تيرسن على موقع IMDb (الإنجليزية)
- يان تيرسن على موقع ألو سيني (الفرنسية)
- يان تيرسن على موقع ميوزك برينز (الإنجليزية)
- يان تيرسن على موقع أول موفي (الإنجليزية)
- يان تيرسن على موقع قاعدة بيانات الأفلام السويدية (السويدية)
- يان تيرسن على موقع أول ميوزيك (الإنجليزية)
- يان تيرسن على موقع ديسكوغز (الإنجليزية)
- يان تيرسن على موقع قاعدة بيانات الفيلم (الإنجليزية)
- يان تيرسن على موقع كينوبويسك (الروسية)